# رومن بایار
رومن بایار (انگلیسی: Romain Bayard؛ زادهٔ ۱۵ اکتبر ۱۹۹۳) بازیکن فوتبال اهل فرانسه است.